# LaPlace (Illinois)
LaPlace es un lugar designado por el censo ubicado en el condado de Piatt en el estado estadounidense de Illinois. En el Censo de 2010 tenía una población de 259 habitantes y una densidad poblacional de 141,04 personas por km².

## Geografía
LaPlace se encuentra ubicado en las coordenadas 39°47′52″N 88°42′56″O / 39.79778, -88.71556. Según la Oficina del Censo de los Estados Unidos, LaPlace tiene una superficie total de 1.84 km², de la cual 1.84 km² corresponden a tierra firme y (0%) 0 km² es agua.

## Demografía
Según el censo de 2010, había 259 personas residiendo en LaPlace. La densidad de población era de 141,04 hab./km². De los 259 habitantes, LaPlace estaba compuesto por el 98.07% blancos, el 0% eran afroamericanos, el 1.54% eran amerindios, el 0% eran asiáticos, el 0% eran isleños del Pacífico, el 0% eran de otras razas y el 0.39% pertenecían a dos o más razas. Del total de la población el 0% eran hispanos o latinos de cualquier raza.